# 蘇比魮
蘇比魮（学名：Barbus subinensis）為輻鰭魚綱鯉形目鯉科的其中一個種。該物種被IUCN列為瀕危保育類動物，分布於非洲迦納Subin河流域，體長可達3.4公分。

## 扩展阅读
維基物種上的相關：蘇比魮